# Greg Maddux
Gregory Alan Maddux, soprannominato Mad Dog e The Professor, detto Greg (San Angelo, 14 aprile 1966), è un ex giocatore di baseball statunitense di ruolo lanciatore nella Major League Baseball (MLB). È stato introdotto nella National Baseball Hall of Fame nel 2014 al suo primo anno di eleggibilità.

## Carriera
Maddux giocò per 23 stagioni nella MLB, disputando le migliori della carriera con i Chicago Cubs e gli Atlanta Braves, vincendo le World Series con questi ultimi nel 1995. Fu il primo lanciatore della storia della lega a vincere quattro Cy Young Award consecutivi (1992–1995), un'impresa in seguito uguagliata solo da Randy Johnson. Nel corso di quelle quattro stagioni, Maddux ebbe un record di 75–29, con una media PGL (ERA) di 1.98, concedendo in media a meno di un battitore per inning di raggiungere la prima base.
Maddux è stato l'unico lanciatore della storia della MLB a vincere almeno 15 gare per 17 stagioni consecutive. Inoltre detiene il record assoluto per il maggior numero di Guanti d'oro vinti, diciotto. Maddox vinse più partite negli anni novanta di qualsiasi altro lanciatore ed è ottavo nella classifica di tutti i tempi con 355. Dall'inizio della cosiddetta live-ball era, dopo il 1920, solo Warren Spahn (363) ha vinto più partite in carriera di Maddux. È uno dei soli dieci lanciatori ad avere collezionato 300 vittorie e 3.000 strikeout e l'unico ad esservi riuscito concedendo meno di mille basi ball. Dopo la carriera da giocatore è entrato nella dirigenza dei Texas Rangers come assistente speciale del general manager.
Nel 1999, Maddox inserito da The Sporting News‍ al 39º posto nella classifica dei migliori cento giocatori di tutti i tempi. L'8 gennaio 2014 fu introdotto nella Baseball Hall of Fame con il massimo dei voti della propria classe, 97,2%.

## Palmarès

### Club
- World Series: 1

Atlanta Braves: 1995

### Individuale
- MLB All-Star: 8

1988, 1992, 1994–1998, 2000
- Cy Young Award: 4

1992–1995
- Guanti d'oro: 18

1990–2002, 2004–2008
- Leader della MLB in vittorie: 3

1992, 1994, 1995
- Leader della MLB in media PGL: 4

1993–1995, 1998
- Numero 31 ritirato dagli Atlanta Braves
- Numero 31 ritirato dai Chicago Cubs